# Antonio Vilar
Pour les articles homonymes, voir Vilar.
Antonio Vilar, né le 31 octobre 1912 à Lisbonne et mort le 16 août 1995 à Madrid, est un acteur portugais.

## Filmographie

### Maquilleur
- 1937 : Maria Papoila de José Leitão de Barros

### Acteur
- 1944 : La Reine morte de Manuel Augusto García Viñolas et José Leitão de Barros
- 1946 : Camões de José Leitão de Barros
- 1951 : Bel Amour (ou Le calvaire d'une mère) de François Campaux
- 1951 : Le Désir et l'Amour d'Henri Decoin
- 1952 : Le Judas d'Esparraguera (ou Le Judas) d'Ignacio F. Iquino
- 1955 : Le Serment de l'épée (Los hermanos corsos) de Leo Fleider
- 1956 : Les Damnés de l'enfer (Embajadores en el infierno) de José María Forqué
- 1959 : La Femme et le Pantin de Julien Duvivier : Don Matteo Diaz
- 1959 : Le Maître de forges (Il padrone delle ferriere) d'Anton Giulio Majano
- 1959 : El redentor : Pontius Pilate / Saint Pierre
- 1963 : Shéhérazade de Pierre Gaspard-Huit
- 1959 : 6 heures, quai 23 (Muerte al amanecer) de Josep Maria Forn
- 1970 : Bonnes funérailles, amis, Sartana paiera (Buon funerale, amigos!... paga Sartana) de Giuliano Carnimeo